# Chionis albus
Chionis albus е вид птица от семейство Chionididae, разред Дъждосвирцоподобни (Charadriiformes).

## Разпространение
Това е единствената сухоземна птица на антарктическия континент. Видовете, които живеят много на юг, мигрират на север през зимата.